# Villard-Reymond
Villard-Reymond este o comună în departamentul Isère din sud-estul Franței. În 2009 avea o populație de 39 de locuitori.

## Evoluția populației
| An        | 1975 | 1982 | 1990 | 1999 | 2006 | 2009 |
| --------- | ---- | ---- | ---- | ---- | ---- | ---- |
| Populație | 7    | 25   | 21   | 31   | 47   | 39   |